# Voulx
Voulx is een gemeente in het Franse departement Seine-et-Marne (regio Île-de-France) en telt 1745 inwoners (2011). De plaats maakt deel uit van het arrondissement Fontainebleau.

## Geografie
De oppervlakte van Voulx bedraagt 12,6 km², de bevolkingsdichtheid is 138,5 inwoners per km².
De onderstaande kaart toont de ligging van Voulx met de belangrijkste infrastructuur en aangrenzende gemeenten.

## Demografie
Onderstaande figuur toont het verloop van het inwonertal (bron: INSEE-tellingen).